# 뉴턴 유체
유체 동역학에서 뉴턴 유체(Newtonian fluid)란 아이작 뉴턴의 이름을 딴 용어로서, "전단응력과 전단변형률의 관계가 선형적인 관계이며, 그 관계 곡선이 원점을 지나는 유체"를 말한다. 그 비례 상수가 바로 점성 계수(viscosity coefficient)이다. 물은 뉴턴 유체의 한 예이다.
뉴턴 유체의 거동은 다음과 같은 간단한 식으로 나타낼 수 있다.
(가정조건 : 비 압축성 유동, 등방성 뉴턴유체)
{\displaystyle \tau =\mu {du \over dx}}
여기서,
- {\displaystyle \tau }는 유체에 작용하는 전단 응력(shear stress)
- {\displaystyle \mu }는 유체의 점성계수
- {\displaystyle {du \over dx}}는 전단력에 수직한 방향의 속도의 기울기로 표현되는 전단변형률이다.

위 식에서 알 수 있듯이, 뉴턴 유체에서 비례 상수인 점성계수 {\displaystyle \mu }는 가해지는 힘에 의해 변하지 않으며, 압력 및 온도 만의 함수이다.
유체가 점성이고 점도가 유체 전체에 걸쳐 일정하다면 전단 응력에 대한 지배 방정식은 데카르트 좌표계에 대해 다음과 같이 쓸 수 있다.
{\displaystyle \tau _{ij}=\mu \left({\partial u_{i} \over \partial x_{j}}+{\partial u_{j} \over \partial x_{i}}\right)}

## 뉴턴의 점성도 법칙

### 거듭제곱 법칙 모형
오스트발트-드 웰 관계식

## 같이 보기
- 비뉴턴 유체
- 점성